# Lucio Cassio Longino (console 30)
Lucio Cassio Longino (in latino Lucius Cassius Longinus; Roma, I secolo a.C. – Roma, 41) è stato un politico e senatore romano, console nel 30, insieme a Marco Vinicio.

## Biografia
Longino nacque in una ricca famiglia patrizia,
figlio di Lucio Cassio Longino, consul suffectus nell'11, discendente del cesaricida Gaio Cassio Longino, e fratello dell'omonimo console. Lucio venne eletto console nel 30, sostituito lo stesso anno dal fratello Gaio, e sposò nel 33 la sorella di Caligola, Drusilla, che fu costretto a ripudiare per ordine dell'imperatore, data poi in moglie a Marco Emilio Lepido. In seguito, Caligola fece assassinare Cassio insieme al fratello nel 41, poiché le divine Fortune di Anzio indicarono un uomo di nome Cassio come suo assassino. Per una strana coincidenza, Caligola fu assassinato proprio da un appartenente all'omonima gens, il tribuno della guarda pretoriana Cassio Cherea.

### Fonti primarie
- Cassio Dione, Storia romana.
- Gaio Svetonio Tranquillo, Vite dei Cesari.

### Fonti secondarie
- Anthony A. Barrett, Caligola. L'ambiguità di un tiranno, in Oscar Storia, Milano, Mondadori, 1993, ISBN 88-04-44938-1.
- Giuditta Cambiaggio, Caligola. Il sadico onnipotente, Milano, De Vecchi Editore, 1969.